# 구봉산 (부산)
구봉산(龜蜂山)은 거북처럼 엎드려 주위에서는 두드러지게 높은 형상이다. 남쪽으로 보수산, 북쪽으로 엄광산과 이어져 있고, 서구 동대신동과 동구 초량동 중구 영주동에 걸쳐 있는 산이다.

조선시대 이곳에 구봉 봉수대가 있어 옛 통신의 중추역할을 담당한 곳이다. 1740년에 편찬된《동래부지(東萊府誌)》에 엄광산에 대한 기록이 나오는데 그 위치를 보면 동래부 남쪽 30리에 있고 윗쪽에는 구봉이 있고, 아래쪽에는 두모포(豆毛浦)가 있다고 되어 있어 엄광산이 지금의 구봉산일 가능성이 많으나 정확하지는 않다.
지금은 산 정상에 구봉산 체육공원이 조성되어 시민의 체력향상에 기여 하고 있다.

## 같이 보기
- 한국의 산